# Wadj
Wadj (alternativt Djet, Zet och Uadji) var en farao i första dynastin. Wadj var den siste kungen med rent piktografiskt namn.
Radiometriska mätningar publicerade 2013 daterar början på Wadjs regeringstid med 68% sannolikhetsintervall mellan 2989 och 2941 f.Kr.

## Familj
Merneith var hans hustru (och möjligen även hans syster) och hennes namn förekommer i sammanhang med både Wadj och Den. Då Merneith omedelbart efter Wadjs död själv besteg tronen tror egyptologer att hon kort innan dennes död blivit utropad till den kungliga gemålen och lyckades utmanövrera Djers änkedrottning Herneith. Som trolig son till Wadj utropades Den till tronföljare.

## Regeringstiden
Väldigt lite är känt om Wadj, men vi vet att han sände expeditioner till Röda havet, troligen med målet att exploatera gruvorna i östra öknen. Han besteg tronen på dag 17 i säsongen Schemu.

## Grav
Wadj begravdes i grav Z vid nekropolen Peqer nära Abydos och är omgiven av 174 sidogravar. Gravkammaren är mer än 3 meter under marknivån. Mastaba V i Giza har även den daterats till hans regeringstid.